# Reino de Alabuabe
Reino de Alabuabe foi uma monarquia da Núbia, no atual Sudão Central. Inicialmente a província mais ao norte do Reino de Alódia, apareceu como um reino independente a partir de 1276. Daí em diante, foi repetidamente registrado por fontes árabes em relação às guerras entre seu vizinho do norte Macúria e o Sultanato Mameluco do Cairo, geralmente ficando ao lado do último. Em 1367, é mencionado pela última vez, mas com base em achados de cerâmica foi sugerido que o reino continuou a existir até o século XV, talvez até o XVI. Durante o reinado do rei Funje Amara Duncas (r. 1504–1533/4), sabe-se que a região tornou-se parte do Sultanato Funje.

## Localização
Alabuabe ainda não foi localizado com precisão. Ibne Salim de Assuã escreveu no século X que Atbara estava localizado dentro de Alabuabe, mas também deu a entender que a fronteira setentrional ficava mais ao norte, na grande curva do Nilo. Em 1317, ficava perto da confluência do Atbara e do Nilo, enquanto em 1289 foi registrado que poderia ser alcançado após viajar três dias da ilha de Mograte, sugerindo que sua fronteira norte ficava nas cercanias de Abu Hamade.[a] No início do século XX, viu-se que os sudaneses usavam o termo Alabuabe para descrever a região perto de Meroé. O arqueólogo David Edwards diz que a cultura material do vale do Nilo entre Abu Hamade, onde o Nilo se curva para o oeste, e Atbara era afiliado a Macúria ao invés de Alódia.